# هيروشي أمانو

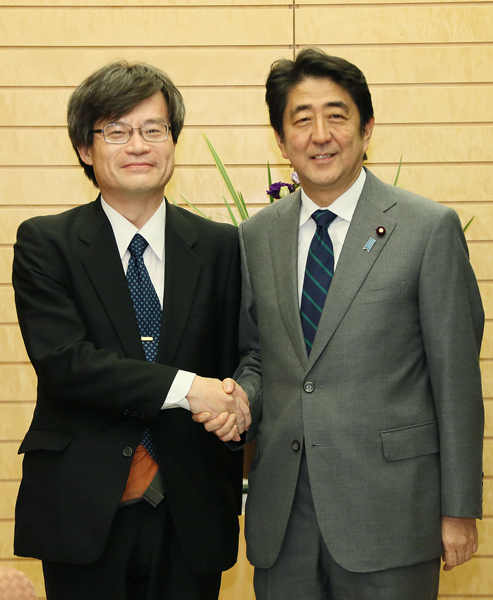
مع شينزو آبي (في المقر الرسمي لرئيس الوزراء في 22 أكتوبر 2014)

هيروشي أمانو (ولد في 11 أيلول 1960) هو مهندس كهرباء ياباني نال جائزة نوبل في الفيزياء لاعمله في اختراع دايود باعث للضوء الأزرق، الامر الذي احدث تقدم كبير في مجال الإضاءة منخفضة التكلفة.

## روابط خارجية
- هيروشي أمانو على موقع IMDb (الإنجليزية)
- هيروشي أمانو على موقع الموسوعة البريطانية (الإنجليزية)
- هيروشي أمانو على موقع مونزينجر (الألمانية)